# Bridget Moynahan
Kathryn Bridget Moynahan (n. 28 aprilie 1971, Binghamton⁠(d), New York, SUA) este o actriță și fost model american, cel mai bine cunoscută pentru rolul ei ca Erin Reagan din drama polițienească Blue Bloods. A absolvit liceul Longmeadow din Massachusetts în 1989 și a început să urmeze o carieră de model. A apărut în cataloage și reviste ale magazinelor universale și, după ce a făcut reclame de televiziune, a început să ia lecții de actorie. Și-a făcut debutul în televiziune într-o apariție în serialul de comedie Sex and the City în 1999, unde mai târziu a avut un rol recurent ca Natasha.
Și-a făcut debutul în lungmetraj în Coyote Ugly (2000). A avut roluri secundare în Serendipity (2001); Suma tuturor fricilor (2002); The Recruit (2003); Eu, Robot (2004); Lord of War (2005); Grey Matters (2006); Prada (2007); Zgomot (2007); Ramona și Beezus (2010); John Wick (2014); The Journey Home (2014) și John Wick: Chapter 2 (2017).
Ea a jucat în serialul de televiziune ABC Six Degrees, care a avut premiera în septembrie 2006 și a fost scoasă din program după doar opt episoade. Din septembrie 2010, a jucat rolul procurorului asistent în drama CBS Sânge albastru.

## Tinerețe
Kathryn Bridget Moynahan s-a născut pe 28 aprilie 1971, în Binghamton, New York. Ea este fiica unor americani de origine irlandeză, Mary Bridget (născută Moriarty), o fostă profesoară, și Edward Bradley Moynahan, un cercetător științific și fost administrator la Universitatea Massachusetts Amherst. Moynahan are un frate mai mare, Andy, și un frate mai mic, Sean, care lucrează ca programator de calculatoare și olar, respectiv. Când Moynahan avea aproximativ șapte ani, familia sa s-a mutat în Longmeadow, Massachusetts, unde ea a urmat ulterior liceul Longmeadow High School și a fost căpitanul echipelor de fotbal, baschet și lacrosse ale fetelor, absolvind în 1989. Ea a afirmat că în copilărie a fost "un băiat manechin".

## Carieră

### Munca timpurie
După ce a absolvit liceul, Moynahan a urmat o carieră de model, în ciuda faptului că a recunoscut că nu a citit niciodată reviste de modă în copilărie. Ea a însoțit o prietenă la o audiție de modeling în Springfield, Massachusetts, și a fost semnată de agenția de modeling în loc de prietena ei. Și-a început cariera apărând în cataloagele magazinelor universale din Springfield, timp în care a urmat cursurile Universității din Massachusetts Amherst.
Moynahan s-a mutat în New York City la vârsta de 18 ani și, un an mai târziu, a început să apară în reviste precum Vogue și Elle și pe coperțile altor reviste cunoscute. Principalele ei coperți includ Vogue Paris (mai 1993), Elle (octombrie 1993) și Glamour (de șase ori). Discută despre munca ei timpurie într-un interviu acordat în iulie 2004, Moynahan a spus: „Era o lume nebună care plătea mulți bani. Îmi plăcea să fiu model, dar știam că nu va dura niciodată, așa că m-am gândit la actorie.”
În acea perioadă, ea a început să facă reclame la săpun și șampon, în plus față de a lua cursuri de actorie și artă. A studiat actoria la Caymichael Patten Studio din New York și, în 1999, și-a făcut debutul TV ca Natasha în comedia romantică de la HBO Sex and the City. Mai târziu a avut un rol recurent în serial, până la divorțul de personajul ei de Mr. Big (Chris Noth). În anul următor, ea a apărut în roluri mai mici de film, inclusiv în roluri în In the Weeds și Whipped.

### Descoperire
Moynahan și-a făcut debutul în lungmetraj în comedia-dramă din 2000 Coyote Ugly în rolul lui Rachel, o barmană și dansatoare într-un bar sălbatic din New York, un rol considerat un progres ei. Ea a acceptat rolul pentru că „a crezut că este interesant că întregul film se învârte în jurul a cinci femei... iar personajul meu era atât de puternic și independent”. Filmul a primit recenzii în general nefavorabile, dar a fost un succes la box-office, câștigând 133 USD milioane la nivel mondial. Următorul ei rol a fost un rol secundar în filmul Serendipity din 2001, în rolul lui Hally, logodnica personajului lui John Cusack.
Moynahan a început să studieze actoria sub Iris Klein, concentrându-se pe studiul scenei și tehnica . Moynahan a lucrat alături de Ben Affleck și Morgan Freeman în filmul de acțiune The Sum of All Fears, bazat pe cartea cu același nume a lui Tom Clancy. Ea a jucat-o pe Dr. Catherine Muller, un interes amoros pentru Jack Ryan al lui Affleck. Dave Larsen de la Dayton Daily News a raportat că subplotul care îi implică pe Moynahan și Affleck a fost „cel mai slab punct al filmului”. Filmul a primit recenzii ambivalente, dar a fost un succes comercial, câștigând 193 de dolari milioane la casa de bilete. Următorul rol al lui Moynahan a fost ca stagiar CIA în The Recruit (2003). Filmul a fost prost primit, Mike Clark de la USA Today numindu-l „o melodramă mai puțin de mijloc, al cărei subiect și talent nu fac niciodată clic atât de mult pe cât prevestesc creditele”.
În 2004, Moynahan a lucrat alături de Will Smith în filmul științifico-fantastic al lui Alex Proyas I, Robot, bazat în general pe colecția de nuvele cu același nume a lui Isaac Asimov. Ea a interpretat-o pe Dr. Susan Calvin, un specialist în psihologia robotilor. Filmul a primit recenzii mixte, deși criticii s-au bucurat de interpretarea lui Moynahan. Daniel Neman de la Richmond Times-Dispatch nu i-a plăcut filmul, ajungând la concluzia că Moynahan „se transformă într-o performanță capabilă ca Dr. Calvin, personajul convenabil”. Cu venituri de 347 USD milioane în întreaga lume, filmul rămâne filmul cu cel mai mare succes comercial al lui Moynahan până în prezent. Următorul ei film a fost Lord of War din 2005, un thriller politic, unde a jucat-o pe Ava Fontaine Orlov, soția personajului lui Nicolas Cage. În 2006, Maxim l-a numit pe Moynahan #96 la „Hot Lista de 100".
În septembrie 2006, Bridget Moynahan a interpretat rolul lui Whitney Crane în serialul de televiziune "Six Degrees" difuzat de ABC. Ea a jucat alături de actorii Jay Hernandez, Erika Christensen, Hope Davis, Dorian Missick și Campbell Scott. Serialul se concentra pe viața a șase locuitori din New York și relațiile și conexiunile dintre ei, pornind de la ideea celor șase grade de separare. Premiera a avut loc pe 20 septembrie 2006 și a atras aproape 13,3 milioane de telespectatori. În primul rând, serialul a primit recenzii mixte, cu David Hinckley de la New York Daily News scriind: "Teoretic, este un concept intrigant pentru un serial. Dar în practică, Six Degrees nu reușește să te atragă de la început." După un sezon, serialul a fost anulat în mai 2007.
Următorul rol de film al lui Bridget Moynahan a fost în thrillerul "Unknown" din noiembrie 2006, care prezintă povestea unui grup de persoane răpite care încearcă să scape împreună de răpitorii lor. Apoi, ea a apărut în filmul "Gray Matters" din 2007, alături de Heather Graham și Tom Cavanagh. Ulterior, a fost distribuită în comedia-dramă "Noise" regizată de Henry Bean, interpretând rolul lui Helen Owen, soția lui David Owen (interpretat de Tim Robbins). Filmul a fost proiectat într-o prezentare specială la Festivalul de Film de la Roma din 2007 și a fost lansat în cinematografe în 2008.
În decembrie 2008, Bridget Moynahan a apărut ca invitat special în două episoade ale serialului de comedie-dramă de televiziune Eli Stone de pe ABC, interpretând rolul fostei prietene a personajului principal (interpretat de Jonny Lee Miller). Revenind la filme, ea a apărut în Ramona and Beezus, interpretând rolul mamei personajelor interpretate de Joey King și Selena Gomez. Filmul a fost regizat de Elizabeth Allen și a fost lansat în iulie 2010. În anul următor, Moynahan a lucrat alături de Aaron Eckhart, Michelle Rodriguez și Michael Peña în filmul de acțiune științifico-fantastic Battle: Los Angeles (2011) și a jucat în serialul de televiziune Blue Bloods de pe CBS, interpretând rolul de Asistentă a Procurorului de District Erin Reagan, alături de Donnie Wahlberg, care a încurajat-o să accepte rolul după ce au lucrat împreună într-un pilot de televiziune numit Bunker Hill în 2008.
În noiembrie 2009, ea a semnat un acord cu Garnier pentru a apărea în reclame televizate și tipărite, promovând produsele de îngrijire a pielii Ultra-Lift.
În 2014, Moynahan a apărut ca soția regretata a personajului principal în filmul de acțiune John Wick și a apărut în continuarea din 2017. Cel mai recent, în 2019, a jucat în filmul de acțiune Crown Vic.

## Viața personală
Moynahan a locuit cu scenaristul Scott Rosenberg între 2001 și 2003. Ea a avut o relație cu quarterbackul NFL Tom Brady din 2004 până în 14 decembrie 2006. Reprezentantul ei a confirmat despărțirea lor printr-un comunicat de presă către revista People în decembrie 2006, afirmând că au "încheiat în mod prietenesc relația lor de doi ani".
Pe 18 februarie 2007, reprezentantul lui Moynahan a confirmat pentru revista People că ea era însărcinată într-un stadiu de peste trei luni și că Brady era tatăl copilului. Pe 22 august 2007, ea a dat naștere fiului lor. Ea și Brady au menținut o relație cordială.
În 2010, s-a mutat din Pacific Palisades, California, în New York, când a fost distribuită în serialul Blue Bloods. Ea a început să se întâlnească cu regizorul McG la sfârșitul anului 2010.
Pe 17 octombrie 2015, ea s-a căsătorit cu omul de afaceri Andrew Frankel într-o ceremonie în Hamptons. Frankel are trei fii dintr-o relație anterioară.

## Filmografie

### Film
| An   | Titlu                                        | Rol                   | Note       |
| ---- | -------------------------------------------- | --------------------- | ---------- |
| 1999 | Vâslă-ți barca                               | Proprietar apartament |            |
| 2000 | În buruieni                                  | Amy                   |            |
| 2000 | Jucatul cu Soarta                            | faimă                 |            |
| 2000 | Coyote Ugly                                  | Rachel                |            |
| 2000 | Biciuit                                      | Marie                 |            |
| 2001 | Noroc                                        | Halley Buchanan       |            |
| 2002 | The Sum of All Fears                         | Dr. Cathy Muller      |            |
| 2003 | The Recruit                                  | Agent CIA Layla Moore |            |
| 2004 | Eu, Robot                                    | Dr. Susan Calvin      |            |
| 2005 | Lordul Razboiului                            | Ava Fontaine          |            |
| 2006 | Materia gri                                  | Charlie Kelsey        |            |
| 2006 | Necunoscut                                   | Eliza Coles           |            |
| 2007 | Pradă                                        | Amy Newman            |            |
| 2007 | Zgomot                                       | Helen Owen            |            |
| 2010 | Ramona si Beezus                             | Dorothy Quimby        |            |
| 2011 | Bătălia: Los Angeles                         | Michele               |            |
| 2014 | Timp Mic                                     | Barbara               |            |
| 2014 | Midnight Sun                                 | mama lui Luke         |            |
| 2014 | John Wick                                    | Helen Wick            |            |
| 2017 | John Wick: Capitolul 2                       | Helen Wick            |            |
| 2019 | Crown Vic                                    | Tracy Peters          |            |
| 2019 | John Wick: Capitolul 3 – Parabellum          | Helen Wick            | Fotografie |
| 2022 | Bătălia cu moartea! James Bond vs. John Wick | Helen Wick            | Fotografie |
| 2023 | John Wick: Capitolul 4                       | Helen Wick            |            |

### Televiziune
| An        | Titlu              | Rol              | Note                                                            |
| --------- | ------------------ | ---------------- | --------------------------------------------------------------- |
| 1999–2000 | Sexul si orasul    | Natasha Naginsky | Rol recurent (7 episoade)                                       |
| 2001      | Merg în California | Crin             | Episodul: „Crinul câmpului”                                     |
| 2006–2007 | Șase grade         | Whitney Crane    | Rolul principal (13 episoade)                                   |
| 2008      | Eli Stone          | Ashley Cardiff   | Episoade: " Ajutor! " , " Proprietarul unei inimi singuratice " |
| 2009      | Bunker Hill        | Erin Moriarty    | film TV                                                         |
| 2010-2024 | Sange albastru     | Erin Reagan      | Rol principal                                                   |
| 2021      | Și Exact Așa. .    | Natasha Naginsky | Rol de invitat (1 episod)                                       |

## Cărți
- Moynahan, Bridget; Goldberg, Wendy; Peterson, Chris (2015). The Blue Bloods Cookbook: 120 Recipes That Will Bring Your Family to the Table. New York: St. Martin's Press. ISBN 9781250072856. OCLC 918562873. Accesat în 6 februarie 2017.